# Henry Bathurst (2. hrabia Bathurst)
Henry Bathurst (ur. 20 maja 1714 w Londynie, zm. 6 sierpnia 1794 w Oakley Grove niedaleko Cirencester) – brytyjski arystokrata, prawnik i polityk.

## Życiorys
Był najstarszym synem Allena Bathursta, 1. hrabiego Bathurst, i Catherine Apsley. Wykształcenie odebrał w Balliol College na Uniwersytecie Oksfordzkim. W 1736 r. został powołany do korporacji prawniczej Lincoln’s Inn. W 1745 r. został radcą króla.
W kwietniu 1735 r. został wybrany do Izby Gmin jako reprezentant okręgu Cirencester. Należał do grona przeciwników rządu za co otrzymał stanowisko radcy generalnego (1746), a następnie prokuratora generalnego (1747) księcia Walii Fryderyka. W kwietniu 1754 r. zrezygnował z miejsca w parlamencie i został sędzią Sądu Spraw Pospolitych.
W 1771 r. otrzymał tytuł 1. barona Apsley i zasiadł w Izbie Lordów. Został również członkiem Tajnej Rady i otrzymał stanowisko Lorda Kanclerza. Po śmierci ojca w 1775 r. odziedziczył tytuł 2. hrabiego Bathurst. Zrezygnował ze stanowiska w 1778 r. W latach 1779–1782 był jeszcze Lordem Przewodniczącym Rady. Zmarł w 1794 r.

## Życie prywatne
19 września 1754 r. poślubił Anne James (zm. 4 lutego 1758). Małżonkowie nie mieli razem dzieci.
14 czerwca 1759 r. w Maidwell w hrabstwie Northamptonshire poślubił Tryphenę Scawen (31 grudnia 1730 – 2 grudnia 1807), córkę Thomasa Scawena i Trypheny Russell, córki lorda Jamesa Russella. Henry i Tryphena mieli razem jednego syna:
- Henry Bathurst (22 maja 1762 – 27 lipca 1834), 3. hrabia Bathurst